# Emmeline Ragot
Emmeline Ragot (Angulema, 27 de mayo de 1986) es una deportista francesa que compitió en ciclismo de montaña en las disciplinas de descenso y campo a través para cuatro.
Ganó 7 medallas en el Campeonato Mundial de Ciclismo de Montaña entre los años 2005 y 2013, y 3 medallas en el Campeonato Europeo de Ciclismo de Montaña, en los años 2009 y 2013.

## Palmarés internacional
| Campeonato Mundial | Campeonato Mundial           | Campeonato Mundial | Campeonato Mundial    |
| Año                | Lugar                        | Medalla            | Competición           |
| ------------------ | ---------------------------- | ------------------ | --------------------- |
| 2005               | Livigno (Italia)             | Medalla de bronce  | Descenso              |
| 2008               | Val di Sole (Italia)         | Medalla de bronce  | Descenso              |
| 2009               | Camberra (Australia)         | Medalla de oro     | Descenso              |
| 2010               | Mont-Sainte-Anne (Canadá)    | Medalla de bronce  | Descenso              |
| 2011               | Champéry (Suiza)             | Medalla de oro     | Descenso              |
| 2012               | Leogang/Saalfelden (Austria) | Medalla de plata   | Descenso              |
| 2013               | Pietermaritzburg (Sudáfrica) | Medalla de plata   | Descenso              |
| Campeonato Europeo |                              |                    |                       |
| Año                | Lugar                        | Medalla            | Competición           |
| 2009               | Ajdovščina (Eslovenia)       | Medalla de plata   | Descenso              |
| 2013               | Pamporovo (Bulgaria)         | Medalla de oro     | Descenso              |
| 2013               | Pamporovo (Bulgaria)         | Medalla de oro     | Campo a través para 4 |